# مارتین تیلور (بازیکن فوتبال، زاده ۱۹۶۶)
مارتین تیلور (انگلیسی: Martin Taylor؛ زادهٔ ۹ دسامبر ۱۹۶۶) بازیکن فوتبال اهل انگلستان است.
از باشگاه‌هایی که در آن بازی کرده‌است می‌توان به دربی کانتی، کرو آلکساندرا
، بارنزلی، باشگاه فوتبال اسکانتورپ یونایتد، باشگاه فوتبال وایکام واندررز، باشگاه فوتبال کارلایل یونایتد، باشگاه فوتبال بارتون آلبیون، و باشگاه فوتبال وایکام واندررز اشاره کرد.